# Nørrejyske Ø
A Nørrejyske Ø (más néven Vendsyssel-Thy, magyarul: Észak-jyllandi-sziget) Dánia és Jylland legészakibb része. Vendsyssel, Hanherred és Thy hagyományos körzetekből áll. Jóllehet a szárazföldtől a Limfjord elválasztja, hagyományosan inkább Jylland részének tekintik, mint önálló szigetnek. Legészakibb nyúlványa a Skagens Odde, a végében a Grenen földnyelvvel, ami a Skagerrak és a Kattegat határát jelzi.

## Földrajz
Földrajzi szempontból Dánia második legnagyobb szigete Sjælland után. 1200 körültől 1825-ig félsziget volt, amelyet délnyugaton az Agger Tange földnyelv kötött össze a szárazfölddel, ekkor azonban egy árvíz során az Északi-tenger átszakította a földnyelvet, így a terület szigetté változott.

## Fordítás
- Ez a szócikk részben vagy egészben a North Jutlandic Island című angol Wikipédia-szócikk ezen változatának fordításán alapul.  Az eredeti cikk szerkesztőit annak laptörténete sorolja fel. Ez a jelzés csupán a megfogalmazás eredetét és a szerzői jogokat jelzi, nem szolgál a cikkben szereplő információk forrásmegjelöléseként.